# SN 2011dk
SN 2011dk – supernowa typu II odkryta 12 maja 2011 roku w galaktyce NGC 7003. W momencie odkrycia miała maksymalną jasność 16,50m.